# Пробство
Пробство (нем. Propstei) — структурная единица во многих христианских церквях. В католицизме, особенно широко у бенедиктинцев, использовалось с VI по XI век; сейчас применяется в основном в лютеранских церквях. Объединяет несколько приходов и возглавляется пробстом. Пробства составляют епархию (диоцез). Аналогом в православии является благочиние, а в католицизме — деканат.
Деление на пробства существует и в двух основных лютеранских церквях России, причём, если в Союзе Евангелическо-лютеранских церквей существуют епархии, то в Евангелическо-лютеранской церкви Ингрии пробства выполняют роль основных административных единиц.